# Obergrafschaft Katzenelnbogen

Wappen von Eberhard IV. von Katzenelnbogen

Als Obergrafschaft Katzenelnbogen wird der Teil der Grafschaft Katzenelnbogen bezeichnet, der, geografisch abgegrenzt von der Niedergrafschaft Katzenelnbogen, südlich des Mains um Darmstadt, an der Bergstraße und im Odenwald lag.
Verwaltungssitze in der Obergrafschaft waren die Ämter Rüsselsheim, Dornberg, Darmstadt, Lichtenberg, Zwingenberg und Auerbach.

## Siedlungsgeschichte
Der südhessische Raum war schon früh besiedelt. Die zahlreichen Ausgrabungsfunde reichen bis in die Zeit der Ackerbau und Viehzucht treibenden Band- und Schnurkeramiker (ca. 2500 bis 1500 vor Christus) zurück.

## Geschichte
Die Herren von Katzenelnbogen, deren Stammsitz auf der Burg Katzenelnbogen in dem Gebiet der späteren Niedergrafschaft lag, gewannen durch Lehen, Erbschaft, Heirat und Kauf immer mehr Einfluss südlich des Mains. 1138 wurde Heinrich II. von Katzenelnbogen von König Konrad III. zum Grafen erhoben und begründete das Grafengeschlecht.

Durch Heirat der Hildegard von Henneberg kamen Teile der Bergstraße um 1135, als Lehen von Kurmainz, an Heinrich II von Katzenelnbogen. Zwingenberg und Auerbach mit Hochstädten bildeten eine Exklave umgeben von Kurmainz im Süden und Westen, der Herrschaft Bickenbach im Norden und der Grafschaft Erbach im Osten.
Graf Diether III. (Graf von 1190 bis 1214) heiratete mit Bertha von Lichtenberg nach Lichtenberg im Odenwald. Sein Sohn Diether IV. nannte sich 1228 noch Graf von Lichtenberg. Diether IV. begann mit dem Bau einer Unterburg (der Wasserburg Zwingenberg) in Zwingenberg, später auch zweier Hochburgen, der Oberen Burg Zwingenberg und dem Auerbacher Schloss, über Auerbach, zum Schutz der Besitzungen an der Bergstraße.
1222 wurden Besitzrechte der Katzenelnbogener, die sicherlich ins 12. Jahrhundert zurückreichten und die sie als Würzburger Lehen besaßen, um Darmstadt, Bessungen und Gerau erstmals bezeugt. Mitte des 13. Jahrhunderts errichteten sie bei dem damals eher dörflichen Darmstadt eine Wasserburg an der Stelle des späteren Residenzschlosses Darmstadt. Zur Verteidigung siedelten sich südlich der Burg nach und nach Ritter an, wobei die ursprüngliche, bäuerliche Bevölkerung östlich der Burg lebte.
1249 erhielt Diether V., für treue Dienste, vom antistaufischen Gegenkönig Wilhelm von Holland die Pfalz Trebur mit großem Reichsbesitz.
1260 fand eine Teilung der Grafschaft zwischen den Brüdern Diether V. und Eberhard I. statt.
Diether V. wurde Begründer der Älteren Linie und hatte seinen Besitz größtenteils in der Niedergrafschaft.

Eberhard I. wurde Begründer der Jüngeren Linie und hatte seinen Besitz mehrheitlich in der Obergrafschaft.
Zwingenberg erhielt 1274 unter Graf Diether V. durch König Rudolf von Habsburg Stadt- und Marktrechte und wurde damit die älteste Stadt an der Bergstraße.

König Rudolf bekundete 1276, dass er künftig keinen Fürsten, Grafen oder Edlen mehr gegen den Willen der Burgmannen zu Oppenheim zum Burgmann bestellen wolle, nachdem die Reichsburg der Übertragung eines Burglehens auf den Grafen Eberhard I. von Katzenelnbogen zugestimmt hatte.
Kaiser Heinrich VII. verlieh 1312 seinem Getreuen Graf Diether VI. von Katzenelnbogen (ältere Linie) als zuverlässigem Anhänger des Reiches für die ihm und dem Reiche in Italien erwiesenen treuen Dienste die Gnade, dass seine Burg Lichtenberg mit dem darunter gelegenen Ort Bieberau samt allen Einwohnern auf Grund seiner kaiserlichen Autorität die Rechte von Stadt und Bürgern zu Oppenheim genießen sollten. Er verlieh ferner dem Ort Bieberau einen am Dienstag abzuhaltenden Wochenmarkt, dessen Besucher unter seinem Schutze und dem der Marktfreiheit stehen sollten. Der Kaiser gestattete dem Grafen ferner, in Lichtenberg-Bieberau zwölf Juden zu halten.
1318 fand in der Obergrafschaft eine weitere Teilung zwischen Eberhard II. und Berthold III. statt.

1354 wurde durch das Aussterben der Nachkommen von Berthold III. die Obergrafschaft unter Diether VIII. wieder vereint.
Am 23. Juli 1330 erhielt Wilhelm I. (ältere Linie) von Kaiser Ludwig dem Bayern die Stadtrechte für Darmstadt. Mit dem damit verbundenen Marktrecht wuchs die Bedeutung der bis dahin eher unscheinbaren Siedlung schnell an, und die gesamte Wirtschaft im Umkreis richtete sich auf den Darmstädter Markt aus. Die Stadtrechte für Zwingenberg wurden erneut bestätigt.
Am 18. Oktober 1356 erschütterte ein schweres Erdbeben den Oberrheingraben. Zahlreiche Städte, Dörfer und Burgen wurden davon betroffen, vieles stürzte ein. Auf dem Auerbacher Schloss stürzte der Bergfried ein und fiel auf einige Gebäude. In der Folgezeit (ab 1370) wurde das Auerbacher Schloss, durch große Umbau- und Erweiterungsmaßnahmen (erste Bastion in Deutschland), zu einer der modernsten Burganlagen seiner Zeit ausgebaut.
1399 erbauten die Grafen Johann IV. und Eberhard V. gegen den Widerstand von Frankfurt und Mainz die Festung Rüsselsheim.
1402 wurden durch den Tod von Eberhard V. (Ältere Linie) und der Heirat von dessen Tochter Anna mit Johann IV. (Jüngere Linie) im Jahre 1385, Ober- und Niedergrafschaft wieder unter einem Grafen von Katzenelnbogen zusammengeführt.
1431 erhielten die Katzenelnbogener unter Johann IV. den Rheinzoll von Gernsheim mit der Burg Gernsheim.
1479 starb das Grafengeschlecht von Katzenelnbogen mit Philipp I. in der männlichen Linie aus, und die Grafschaft kam als Erbe mit Philipps Tochter Anna an den Landgrafen Heinrich III. von Hessen.
Die Obergrafschaft war der Kern der später entstandenen Landgrafschaft Hessen-Darmstadt.

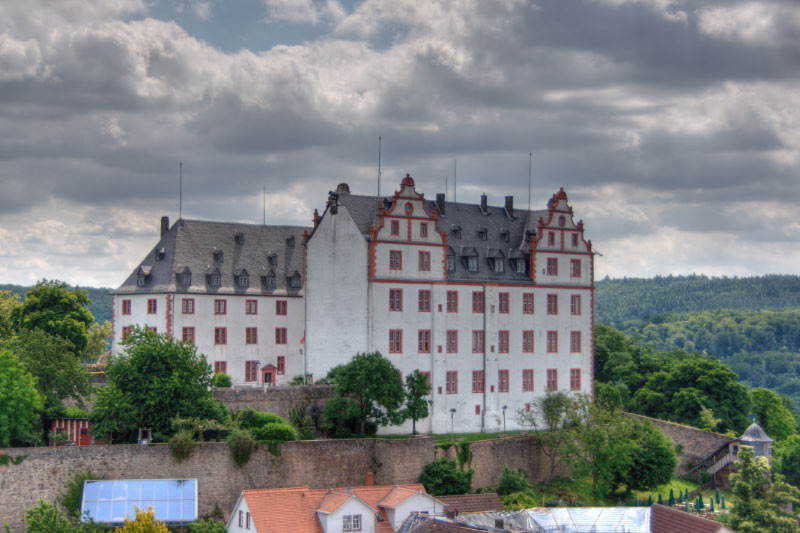
Schloss Lichtenberg
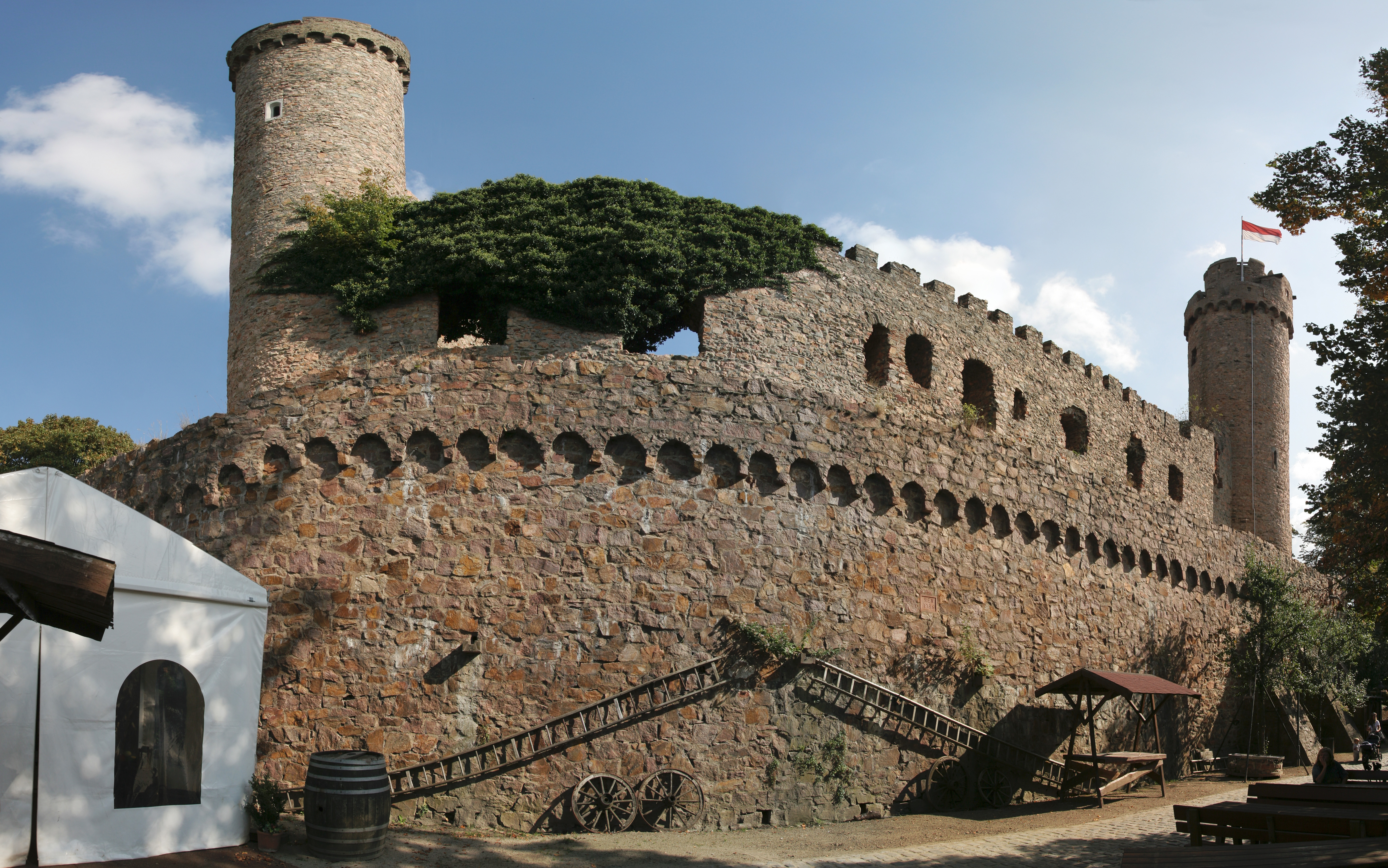
Schloss Auerbach
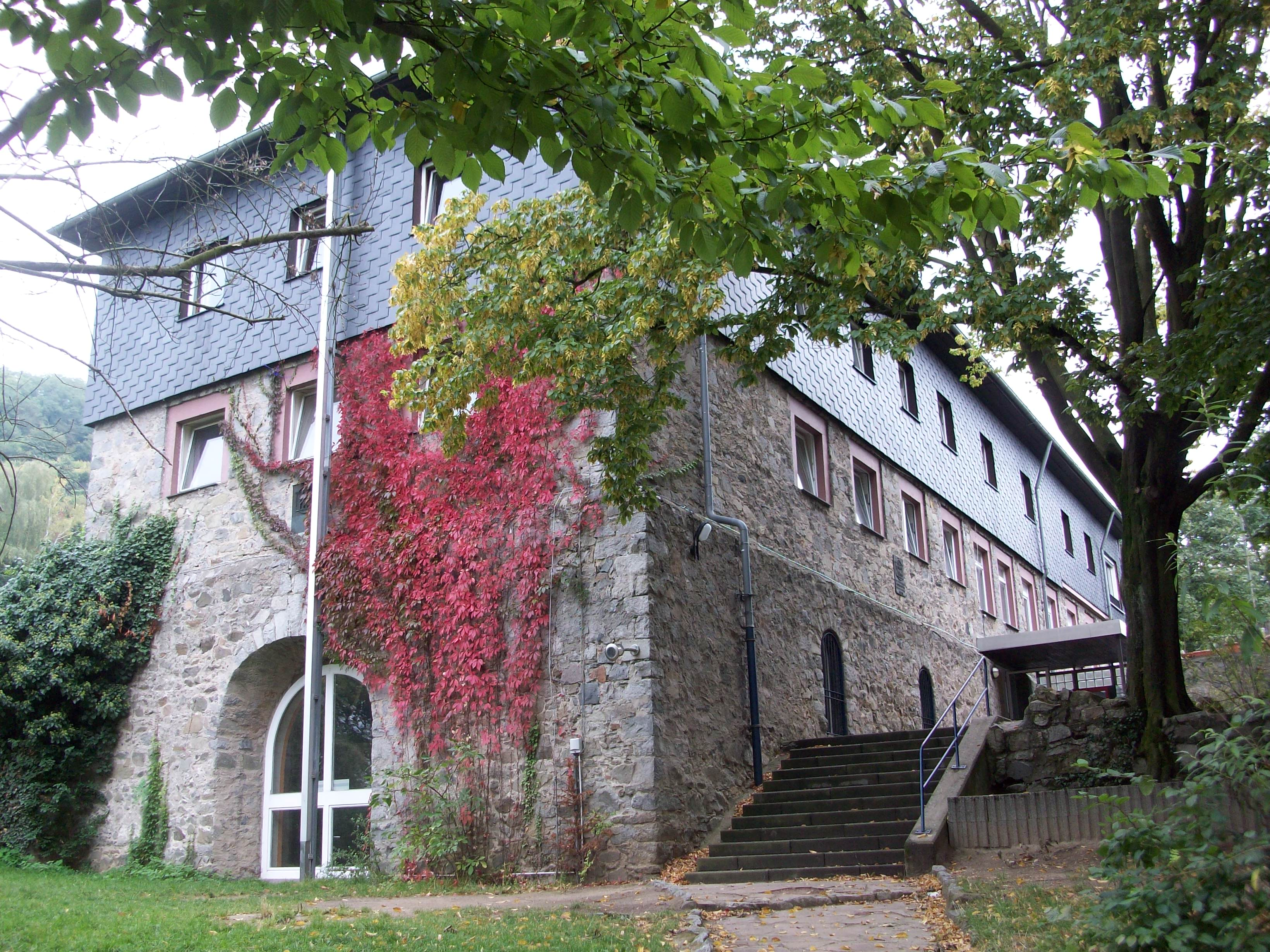
Obere Burg Zwingenberg
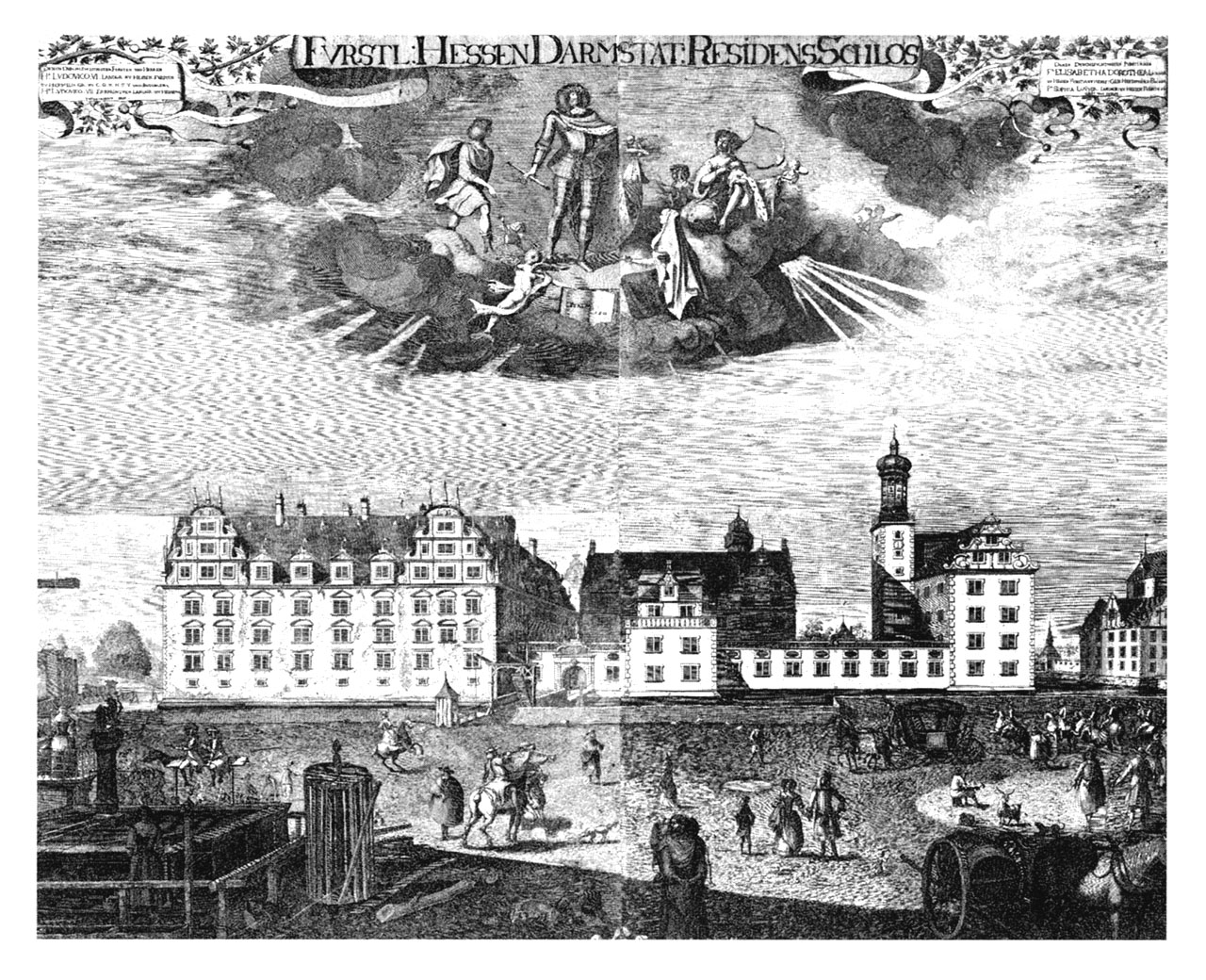
Schloss Darmstadt (1676)
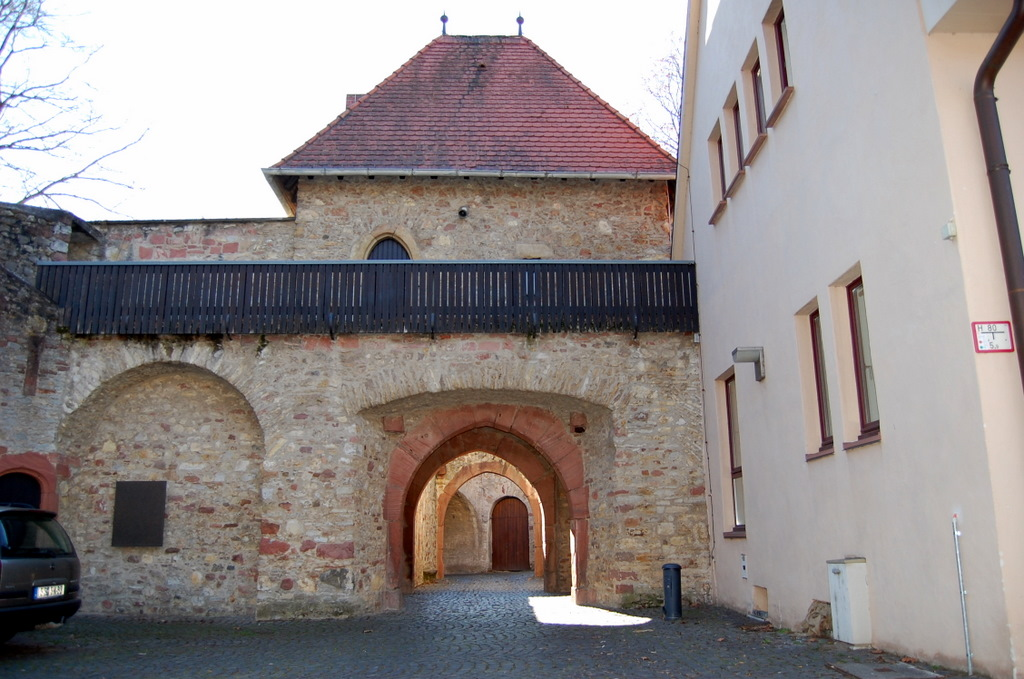
Festung Rüsselsheim